# Parkiranje vozila
Parkiranje vozila je prekid kretanja vozila u trajanju dužem od tri minute, osim prekida koji se čini da bi se postupilo po znaku ili pravilu kojim se upravlja prometom.